# Distrito Histórico de Parkis-Comstock
El Distrito Histórico de Parkis-Comstock es un distrito histórico residencial en el vecindario Elmwood de la ciudad Providence, la capital del estado de Rhode Island (Estados Unidos). Incluye todas las propiedades en Parkis Avenue y varias propiedades en el extremo occidental de Comstock Street y Harvard Avenue, justo al otro lado de Broad Street desde Parkis. Las casas están ubicadas en lotes grandes relativamente uniformes, generalmente ubicados cerca de la calle, y representan una excelente colección de viviendas de clase alta de finales de la época victoriana. La mayoría de las casas fueron construidas entre las décadas de 1860 y 1910. La primera casa que se construyó en Parkis Avenue fue la c. 1869 Casa Louis Comstock en el número 47; tiene un estilo del Segundo Imperio, con esquinas rematadas y un techo abuhardillado entre corchetes.
El distrito se incluyó en el Registro Nacional de Lugares Históricos en 1980 y se expandió ligeramente en 1988.